# Phaeosolenia ochropilosa
Phaeosolenia ochropilosa är en svampart som först beskrevs av Torrend, och fick sitt nu gällande namn av W.B. Cooke 1961. Phaeosolenia ochropilosa ingår i släktet Phaeosolenia och familjen Inocybaceae.   Inga underarter finns listade i Catalogue of Life.